# Nils Frykberg
Nils Frykberg (ur. 13 marca 1888 w Uppsali, zm. 13 grudnia 1966 w Gävle) – szwedzki lekkoatleta (średniodystansowiec), wicemistrz olimpijski z 1912.
Zdobył srebrny medal w biegu na 3000 metrów drużynowo na igrzyskach olimpijskich w 1912 w Sztokholmie. Konkurencja ta była rozgrywana według następujących reguł: w każdym z biegów brało udział po pięciu reprezentantów każdego z krajów. Pierwsi trzej zawodnicy z każdej reprezentacji byli zawodnikami punktowanymi, na zasadzie pierwsze miejsce = jeden punkt. Drużyna z najmniejszą liczbą punktów wygrywała. Drużyna szwedzka weszła do finału po zwycięstwie nad Niemcami w biegu eliminacyjnym. W finale zajęła 2. miejsce, a Frykberg indywidualnie był jedenasty. Jego kolegami z drużyny byli: Thorild Olsson, Ernst Wide, Bror Fock i John Zander. Ponieważ wynik Frykberga nie liczył się do punktacji, nie zawsze jest uważany za medalistę olimpijskiego. Startował na tych igrzyskach również w biegu na 1500 metrów, ale odpadł w eliminacjach.